# Női jégkorong-válogatottak a 2006. évi téli olimpiai játékokon
Ez a szócikk tartalmazza a 2006. évi téli olimpiai játékokon részt vevő női jégkorong-válogatottak által nevezett játékosok listáját.
A játékosok (vezetőedzők) adatai a 2006. február 15-i állapotnak megfelelőek. A táblázatokban található posztok rövidítései: K – Kapus, V – Védő, T – Támadó.

## A csoport

### Kanada
| Kanadai nemzeti női jégkorongcsapat-játékoskeret | Kanadai nemzeti női jégkorongcsapat-játékoskeret | Kanadai nemzeti női jégkorongcsapat-játékoskeret | Kanadai nemzeti női jégkorongcsapat-játékoskeret | Kanadai nemzeti női jégkorongcsapat-játékoskeret | Kanadai nemzeti női jégkorongcsapat-játékoskeret | Kanadai nemzeti női jégkorongcsapat-játékoskeret |
| #                                                | Név                                              | Poszt                                            | Magasság                                         | Súly                                             | Kor                                              | Klub                                             |
| ------------------------------------------------ | ------------------------------------------------ | ------------------------------------------------ | ------------------------------------------------ | ------------------------------------------------ | ------------------------------------------------ | ------------------------------------------------ |
| 32                                               | Charline Labonté                                 | K                                                | 175                                              | 78                                               | 1982. október 15. (23 évesen)                    | Montreal Axion                                   |
| 33                                               | Kim St-Pierre                                    | K                                                | 175                                              | 71                                               | 1978. december 14. (27 évesen)                   | Quebec Avalanche                                 |
| 3                                                | Carla MacLeod                                    | V                                                | 163                                              | 60                                               | 1982. június 16. (23 évesen)                     | University of Wisconsin–Madison                  |
| 4                                                | Becky Kellar                                     | V                                                | 170                                              | 67                                               | 1975. január 1. (31 évesen)                      | Oakville Ice                                     |
| 5                                                | Colleen Sostorics                                | V                                                | 163                                              | 78                                               | 1979. december 17. (26 évesen)                   | Calgary Oval X-Treme                             |
| 9                                                | Gillian Ferrari                                  | V                                                | 173                                              | 70                                               | 1980. június 23. (25 évesen)                     | Brampton Thunder                                 |
| 11                                               | Cheryl Pounder                                   | V                                                | 168                                              | 65                                               | 1976. június 21. (29 évesen)                     | Toronto Aeros                                    |
| 13                                               | Caroline Ouellette                               | V                                                | 180                                              | 78                                               | 1979. május 25. (26 évesen)                      | University of Minnesota Duluth                   |
| 2                                                | Meghan Agosta                                    | T                                                | 168                                              | 67                                               | 1987. február 12. (19 évesen)                    | Windsor Jr. AA                                   |
| 7                                                | Cherie Piper                                     | T                                                | 168                                              | 76                                               | 1981. június 29. (24 évesen)                     | Dartmouth College                                |
| 8                                                | Katie Weatherston                                | T                                                | 158                                              | 61                                               | 1983. április 6. (22 évesen)                     | Dartmouth College                                |
| 10                                               | Gillian Apps                                     | T                                                | 183                                              | 80                                               | 1983. november 2. (22 évesen)                    | Dartmouth College                                |
| 15                                               | Danielle Goyette                                 | T                                                | 170                                              | 67                                               | 1966. január 30. (40 évesen)                     | Calgary Oval X-Treme                             |
| 16                                               | Jayna Hefford                                    | T                                                | 165                                              | 63                                               | 1977. május 14. (28 évesen)                      | Brampton Thunder                                 |
| 17                                               | Jennifer Botterill                               | T                                                | 175                                              | 69                                               | 1979. május 1. (26 évesen)                       | Toronto Aeros                                    |
| 22                                               | Hayley Wickenheiser                              | T                                                | 178                                              | 77                                               | 1978. augusztus 12. (27 évesen)                  | Calgary Oval X-Treme                             |
| 26                                               | Sarah Vaillancourt                               | T                                                | 168                                              | 63                                               | 1985. május 8. (20 évesen)                       | Harvard University                               |
| 27                                               | Gina Kingsbury                                   | T                                                | 173                                              | 62                                               | 1981. november 26. (24 évesen)                   | Montreal Axion                                   |
| 61                                               | Vicky Sunohara                                   | T                                                | 170                                              | 78                                               | 1970. május 18. (35 évesen)                      | Brampton Thunder                                 |
| 77                                               | Cassie Campbell                                  | T                                                | 170                                              | 68                                               | 1973. november 22. (32 évesen)                   | Calgary Oval X-Treme                             |
| Vezetőedző: Melody Davidson                      | Vezetőedző: Melody Davidson                      | Vezetőedző: Melody Davidson                      | Vezetőedző: Melody Davidson                      | Vezetőedző: Melody Davidson                      | 1963. december 22. (42 évesen)                   | 1963. december 22. (42 évesen)                   |

### Svédország
| Svéd nemzeti női jégkorongcsapat-játékoskeret | Svéd nemzeti női jégkorongcsapat-játékoskeret | Svéd nemzeti női jégkorongcsapat-játékoskeret | Svéd nemzeti női jégkorongcsapat-játékoskeret | Svéd nemzeti női jégkorongcsapat-játékoskeret | Svéd nemzeti női jégkorongcsapat-játékoskeret | Svéd nemzeti női jégkorongcsapat-játékoskeret |
| #                                             | Név                                           | Poszt                                         | Magasság                                      | Súly                                          | Kor                                           | Klub                                          |
| --------------------------------------------- | --------------------------------------------- | --------------------------------------------- | --------------------------------------------- | --------------------------------------------- | --------------------------------------------- | --------------------------------------------- |
| 1                                             | Cecilia Andersson                             | K                                             | 179                                           | 74                                            | 1982. október 4. (23 évesen)                  | Concordia Stingers                            |
| 30                                            | Kim Martin                                    | K                                             | 167                                           | 71                                            | 1986. február 28. (19 évesen)                 | AIK                                           |
| 4                                             | Jenni Asserholt                               | V                                             | 172                                           | 74                                            | 1988. április 8. (17 évesen)                  | Örebro HK                                     |
| 21                                            | Joa Elfsberg                                  | V                                             | 177                                           | 73                                            | 1979. július 30. (26 évesen)                  | Brynäs IF                                     |
| 22                                            | Emma Eliasson                                 | V                                             | 166                                           | 70                                            | 1989. június 12. (16 évesen)                  | Modo Hockey                                   |
| 23                                            | Gunilla Andersson                             | V                                             | 170                                           | 69                                            | 1975. április 26. (30 évesen)                 | Mälarhöjden/Bredäng Hockey                    |
| 27                                            | Ylva Lindberg                                 | V                                             | 166                                           | 67                                            | 1976. június 29. (29 évesen)                  | Mälarhöjden/Bredäng Hockey                    |
| 3                                             | Frida Nevalainen                              | T                                             | 164                                           | 65                                            | 1987. január 27. (19 évesen)                  | Modo Hockey                                   |
| 7                                             | Maria Rooth                                   | T                                             | 175                                           | 75                                            | 1979. november 2. (26 évesen)                 | Mälarhöjden/Bredäng Hockey                    |
| 8                                             | Erika Holst                                   | T                                             | 179                                           | 80                                            | 1979. április 8. (26 évesen)                  | Mälarhöjden/Bredäng Hockey                    |
| 9                                             | Anna Vikman                                   | T                                             | 168                                           | 74                                            | 1981. január 13. (25 évesen)                  | Modo Hockey                                   |
| 12                                            | Jenny Lindqvist                               | T                                             | 169                                           | 70                                            | 1978. július 21. (27 évesen)                  | Mälarhöjden/Bredäng Hockey                    |
| 15                                            | Katarina Timglas                              | T                                             | 168                                           | 64                                            | 1985. november 24. (20 évesen)                | AIK                                           |
| 16                                            | Pernilla Winberg                              | T                                             | 164                                           | 60                                            | 1989. február 24. (16 évesen)                 | AIK                                           |
| 17                                            | Ann-Louise Edstrand                           | T                                             | 178                                           | 67                                            | 1975. április 25. (30 évesen)                 | Mälarhöjden/Bredäng Hockey                    |
| 18                                            | Kristina Lundberg                             | T                                             | 172                                           | 86                                            | 1985. június 10. (20 évesen)                  | Modo Hockey                                   |
| 19                                            | Emilie O'Konor                                | T                                             | 170                                           | 70                                            | 1983. február 21. (22 évesen)                 | AIK                                           |
| 24                                            | Nanna Jansson                                 | T                                             | 172                                           | 67                                            | 1983. július 7. (22 évesen)                   | Brynäs IF                                     |
| 25                                            | Therése Sjölander                             | T                                             | 173                                           | 69                                            | 1981. május 4. (24 évesen)                    | Modo Hockey                                   |
| 28                                            | Danijela Rundqvist                            | T                                             | 176                                           | 71                                            | 1984. szeptember 26. (21 évesen)              | AIK                                           |
| Vezetőedző: Peter Elander                     | Vezetőedző: Peter Elander                     | Vezetőedző: Peter Elander                     | Vezetőedző: Peter Elander                     | Vezetőedző: Peter Elander                     | 1960. március 1. (45 évesen)                  | 1960. március 1. (45 évesen)                  |

### Oroszország
| Orosz nemzeti női jégkorongcsapat-játékoskeret | Orosz nemzeti női jégkorongcsapat-játékoskeret | Orosz nemzeti női jégkorongcsapat-játékoskeret | Orosz nemzeti női jégkorongcsapat-játékoskeret | Orosz nemzeti női jégkorongcsapat-játékoskeret | Orosz nemzeti női jégkorongcsapat-játékoskeret | Orosz nemzeti női jégkorongcsapat-játékoskeret |
| #                                              | Név                                            | Poszt                                          | Magasság                                       | Súly                                           | Kor                                            | Klub                                           |
| ---------------------------------------------- | ---------------------------------------------- | ---------------------------------------------- | ---------------------------------------------- | ---------------------------------------------- | ---------------------------------------------- | ---------------------------------------------- |
| 20                                             | Irina Gasennyikova                             | K                                              | 160                                            | 66                                             | 1975. május 11. (30 évesen)                    | SZKIF Moszkva                                  |
| 33                                             | Nagyezsda Alekszandrova                        | K                                              | 172                                            | 67                                             | 1986. január 3. (20 évesen)                    | SZKIF Moszkva                                  |
| 2                                              | Marija Barikina                                | V                                              | 170                                            | 60                                             | 1973. december 9. (32 évesen)                  | Tornado Moszkvai Régió                         |
| 4                                              | Aljona Homics                                  | V                                              | 168                                            | 56                                             | 1981. február 26. (24 évesen)                  | Szpartak-Merkuri                               |
| 14                                             | Krisztyina Petrovszkaja                        | V                                              | 168                                            | 63                                             | 1980. június 3. (25 évesen)                    | Tornado Moszkvai Régió                         |
| 15                                             | Olga Permjakova                                | V                                              | 168                                            | 66                                             | 1982. április 12. (23 évesen)                  | Tornado Moszkvai Régió                         |
| 16                                             | Alekszandra Kapusztyina                        | V                                              | 165                                            | 76                                             | 1984. április 7. (21 évesen)                   | Szpartak-Merkuri                               |
| 27                                             | Jelena Bjalkovszkaja                           | V                                              | 179                                            | 82                                             | 1977. március 22. (28 évesen)                  | SZKIF Moszkva                                  |
| 29                                             | Zsanna Scselcskova                             | V                                              | 164                                            | 60                                             | 1969. február 10. (37 évesen)                  | SZKIF Moszkva                                  |
| 5                                              | Galina Szkiba                                  | T                                              | 160                                            | 65                                             | 1984. május 9. (21 évesen)                     | SZKIF Moszkva                                  |
| 7                                              | Jekatyerina Szmolina                           | T                                              | 158                                            | 55                                             | 1988. október 8. (17 évesen)                   | SZKIF Moszkva                                  |
| 10                                             | Larisza Misina                                 | T                                              | 168                                            | 80                                             | 1975. szeptember 10. (30 évesen)               | SZKIF Moszkva                                  |
| 11                                             | Tatyjana Szotnyikova                           | T                                              | 166                                            | 58                                             | 1981. január 20. (25 évesen)                   | SZKIF Moszkva                                  |
| 12                                             | Julija Gladiseva                               | T                                              | 166                                            | 56                                             | 1981. december 4. (24 évesen)                  | SZKIF Moszkva                                  |
| 17                                             | Jekatyerina Szmolenceva                        | T                                              | 170                                            | 65                                             | 1981. szeptember 15. (24 évesen)               | Tornado Moszkvai Régió                         |
| 21                                             | Szvetlana Trefilova                            | T                                              | 165                                            | 60                                             | 1973. május 20. (32 évesen)                    | Tornado Moszkvai Régió                         |
| 23                                             | Tatyjana Burina                                | T                                              | 163                                            | 65                                             | 1980. március 20. (25 évesen)                  | Tornado Moszkvai Régió                         |
| 24                                             | Ija Gavrilova                                  | T                                              | 173                                            | 61                                             | 1987. szeptember 3. (18 évesen)                | SZKIF Moszkva                                  |
| 25                                             | Jekatyerina Paskevics                          | T                                              | 180                                            | 80                                             | 1972. december 19. (33 évesen)                 | Tornado Moszkvai Régió                         |
| 28                                             | Okszana Tretyjakova                            | T                                              | 164                                            | 75                                             | 1979. március 10. (26 évesen)                  | SZKIF Moszkva                                  |
| Vezetőedző: Igor Tuzik                         | Vezetőedző: Igor Tuzik                         | Vezetőedző: Igor Tuzik                         | Vezetőedző: Igor Tuzik                         | Vezetőedző: Igor Tuzik                         | 1943. november 13. (62 évesen)                 | 1943. november 13. (62 évesen)                 |

### Olaszország
| Olasz nemzeti női jégkorongcsapat-játékoskeret | Olasz nemzeti női jégkorongcsapat-játékoskeret | Olasz nemzeti női jégkorongcsapat-játékoskeret | Olasz nemzeti női jégkorongcsapat-játékoskeret | Olasz nemzeti női jégkorongcsapat-játékoskeret | Olasz nemzeti női jégkorongcsapat-játékoskeret | Olasz nemzeti női jégkorongcsapat-játékoskeret |
| #                                              | Név                                            | Poszt                                          | Magasság                                       | Súly                                           | Kor                                            | Klub                                           |
| ---------------------------------------------- | ---------------------------------------------- | ---------------------------------------------- | ---------------------------------------------- | ---------------------------------------------- | ---------------------------------------------- | ---------------------------------------------- |
| 1                                              | Luana Frasnelli                                | K                                              | 162                                            | 54                                             | 1975. július 25. (30 évesen)                   | HC Eagles Bolzano                              |
| 26                                             | Debora Montanari                               | K                                              | 159                                            | 58                                             | 1980. október 17. (25 évesen)                  | HC All Stars Piemonte                          |
| 2                                              | Michela Angeloni                               | V                                              | 167                                            | 67                                             | 1984. szeptember 25. (21 évesen)               | HC Lario Halloween Como                        |
| 7                                              | Linda de Rocco                                 | V                                              | 162                                            | 53                                             | 1986. január 3. (20 évesen)                    | Agordo Hockey                                  |
| 9                                              | Valentina Bettarini                            | V                                              | 170                                            | 66                                             | 1990. június 29. (15 évesen)                   | HC Eagles Bolzano                              |
| 13                                             | Manuela Friz                                   | V                                              | 156                                            | 51                                             | 1978. augusztus 16. (27 évesen)                | Agordo Hockey                                  |
| 14                                             | Rebecca Fiorese                                | V                                              | 162                                            | 61                                             | 1980. szeptember 4. (25 évesen)                | HC Lario Halloween Como                        |
| 16                                             | Katharina Sparer                               | V                                              | 163                                            | 52                                             | 1990. február 22. (15 évesen)                  | HC Eagles Bolzano                              |
| 19                                             | Nadia de Nardin                                | V                                              | 170                                            | 67                                             | 1975. november 14. (30 évesen)                 | Agordo Hockey                                  |
| 23                                             | Sabrina Viel                                   | V                                              | 166                                            | 53                                             | 1973. február 17. (32 évesen)                  | Agordo Hockey                                  |
| 8                                              | Celeste Bissardella                            | T                                              | 166                                            | 58                                             | 1988. október 17. (17 évesen)                  | HC Eagles Bolzano                              |
| 10                                             | Maria Michaela Leitner                         | T                                              | 161                                            | 54                                             | 1981. december 30. (24 évesen)                 | HC Eagles Bolzano                              |
| 11                                             | Sabina Florian                                 | T                                              | 168                                            | 68                                             | 1983. május 28. (22 évesen)                    | SC Riessersee                                  |
| 12                                             | Evelyn Bazzanella                              | T                                              | 168                                            | 58                                             | 1976. június 15. (29 évesen)                   | HC Eagles Bolzano                              |
| 17                                             | Diana da Rugna                                 | T                                              | 160                                            | 53                                             | 1989. október 16. (16 évesen)                  | Agordo Hockey                                  |
| 18                                             | Silvia Carignano                               | T                                              | 160                                            | 59                                             | 1987. augusztus 11. (18 évesen)                | HC All Stars Piemonte                          |
| 25                                             | Anna de la Forest                              | T                                              | 163                                            | 47                                             | 1988. június 24. (17 évesen)                   | HC All Stars Piemonte                          |
| 24                                             | Waltraud Kaser                                 | T                                              | 169                                            | 61                                             | 1980. július 3. (25 évesen)                    | HC Eagles Bolzano                              |
| 27                                             | Silvia Toffano                                 | T                                              | 163                                            | 52                                             | 1985. január 5. (21 évesen)                    | HC Eagles Bolzano                              |
| 29                                             | Heidi Caldart                                  | T                                              | 167                                            | 56                                             | 1983. október 19. (22 évesen)                  | Agordo Hockey                                  |
| Vezetőedző: Markus Sparer                      | Vezetőedző: Markus Sparer                      | Vezetőedző: Markus Sparer                      | Vezetőedző: Markus Sparer                      | Vezetőedző: Markus Sparer                      | 1959. február 6. (47 évesen)                   | 1959. február 6. (47 évesen)                   |

## B csoport

### Egyesült Államok
| Amerikai nemzeti női jégkorongcsapat-játékoskeret | Amerikai nemzeti női jégkorongcsapat-játékoskeret | Amerikai nemzeti női jégkorongcsapat-játékoskeret | Amerikai nemzeti női jégkorongcsapat-játékoskeret | Amerikai nemzeti női jégkorongcsapat-játékoskeret | Amerikai nemzeti női jégkorongcsapat-játékoskeret | Amerikai nemzeti női jégkorongcsapat-játékoskeret |
| #                                                 | Név                                               | Poszt                                             | Magasság                                          | Súly                                              | Kor                                               | Klub                                              |
| ------------------------------------------------- | ------------------------------------------------- | ------------------------------------------------- | ------------------------------------------------- | ------------------------------------------------- | ------------------------------------------------- | ------------------------------------------------- |
| 30                                                | Chanda Gunn                                       | K                                                 | 170                                               | 63                                                | 1980. január 27. (26 évesen)                      | Northeastern University                           |
| 31                                                | Pam Dreyer                                        | K                                                 | 165                                               | 70                                                | 1981. augusztus 9. (24 évesen)                    | Brown University                                  |
| 3                                                 | Courtney Kennedy                                  | V                                                 | 175                                               | 86                                                | 1979. március 29. (26 évesen)                     | University of Minnesota                           |
| 4                                                 | Angela Ruggiero                                   | V                                                 | 175                                               | 84                                                | 1980. január 3. (26 évesen)                       | Harvard University                                |
| 5                                                 | Lyndsay Wall                                      | V                                                 | 173                                               | 70                                                | 1985. május 12. (20 évesen)                       | University of Minnesota                           |
| 6                                                 | Helen Resor                                       | V                                                 | 178                                               | 70                                                | 1985. október 18. (20 évesen)                     | Yale University                                   |
| 8                                                 | Caitlin Cahow                                     | V                                                 | 162                                               | 70                                                | 1985. május 20. (20 évesen)                       | Harvard University                                |
| 9                                                 | Molly Engstrom                                    | V                                                 | 175                                               | 77                                                | 1983. március 1. (22 évesen)                      | University of Wisconsin–Madison                   |
| 11                                                | Jamie Hagerman                                    | V                                                 | 175                                               | 77                                                | 1981. május 7. (24 évesen)                        | Harvard University                                |
| 7                                                 | Krissy Wendell                                    | T                                                 | 168                                               | 70                                                | 1981. szeptember 12. (24 évesen)                  | University of Minnesota                           |
| 10                                                | Kim Insalaco                                      | T                                                 | 165                                               | 59                                                | 1980. november 4. (25 évesen)                     | Brown University                                  |
| 12                                                | Jenny Potter                                      | T                                                 | 163                                               | 66                                                | 1979. január 12. (27 évesen)                      | University of Minnesota-Duluth                    |
| 13                                                | Julie Chu                                         | T                                                 | 173                                               | 68                                                | 1982. március 13. (23 évesen)                     | Harvard University                                |
| 14                                                | Kelly Stephens                                    | T                                                 | 168                                               | 59                                                | 1983. június 4. (22 évesen)                       | University of Minnesota                           |
| 18                                                | Kathleen Kauth                                    | T                                                 | 173                                               | 68                                                | 1979. március 28. (26 évesen)                     | Brown University                                  |
| 19                                                | Kristin King                                      | T                                                 | 163                                               | 61                                                | 1979. július 21. (26 évesen)                      | Dartmouth College                                 |
| 20                                                | Katie King                                        | T                                                 | 175                                               | 77                                                | 1975. május 24. (30 évesen)                       | Brown University                                  |
| 22                                                | Natalie Darwitz                                   | T                                                 | 160                                               | 64                                                | 1983. október 13. (22 évesen)                     | University of Minnesota                           |
| 25                                                | Tricia Dunn-Luoma                                 | T                                                 | 173                                               | 66                                                | 1975. április 25. (30 évesen)                     | University of New Hampshire                       |
| 27                                                | Sarah Parsons                                     | T                                                 | 173                                               | 64                                                | 1987. július 27. (18 évesen)                      | Noble & Greenough High School                     |
| Vezetőedző: Ben Smith                             | Vezetőedző: Ben Smith                             | Vezetőedző: Ben Smith                             | Vezetőedző: Ben Smith                             | Vezetőedző: Ben Smith                             | 1946. január 22. (60 évesen)                      | 1946. január 22. (60 évesen)                      |

### Finnország
| Finn nemzeti női jégkorongcsapat-játékoskeret | Finn nemzeti női jégkorongcsapat-játékoskeret | Finn nemzeti női jégkorongcsapat-játékoskeret | Finn nemzeti női jégkorongcsapat-játékoskeret | Finn nemzeti női jégkorongcsapat-játékoskeret | Finn nemzeti női jégkorongcsapat-játékoskeret | Finn nemzeti női jégkorongcsapat-játékoskeret |
| #                                             | Név                                           | Poszt                                         | Magasság                                      | Súly                                          | Kor                                           | Klub                                          |
| --------------------------------------------- | --------------------------------------------- | --------------------------------------------- | --------------------------------------------- | --------------------------------------------- | --------------------------------------------- | --------------------------------------------- |
| 1                                             | Noora Räty                                    | K                                             | 163                                           | 56                                            | 1989. május 29. (16 évesen)                   | Espoo Blues                                   |
| 30                                            | Maija Hassinen                                | K                                             | 161                                           | 52                                            | 1984. január 2. (22 évesen)                   | Ilves                                         |
| 2                                             | Hanna Kuoppala                                | V                                             | 179                                           | 77                                            | 1975. szeptember 12. (30 évesen)              | Espoo Blues                                   |
| 3                                             | Emma Laaksonen                                | V                                             | 159                                           | 60                                            | 1981. december 17. (24 évesen)                | Espoo Blues                                   |
| 4                                             | Heidi Pelttari                                | V                                             | 165                                           | 68                                            | 1985. augusztus 2. (20 évesen)                | Ilves                                         |
| 5                                             | Satu Kiipeli                                  | V                                             | 174                                           | 72                                            | 1980. december 24. (25 évesen)                | IHK                                           |
| 9                                             | Terhi Mertanen                                | V                                             | 164                                           | 64                                            | 1981. április 4. (24 évesen)                  | Kärpät                                        |
| 20                                            | Saija Sirviö                                  | V                                             | 171                                           | 57                                            | 1982. december 29. (23 évesen)                | Kärpät                                        |
| 24                                            | Kati Kovalainen                               | V                                             | 165                                           | 64                                            | 1975. január 24. (31 évesen)                  | IHK                                           |
| 8                                             | Satu Tuominen                                 | T                                             | 163                                           | 61                                            | 1985. november 19. (20 évesen)                | Espoo Blues                                   |
| 10                                            | Sari Fisk                                     | T                                             | 163                                           | 65                                            | 1971. december 17. (34 évesen)                | Espoo Blues                                   |
| 11                                            | Oona Parviainen                               | T                                             | 170                                           | 63                                            | 1977. szeptember 5. (28 évesen)               | Espoo Blues                                   |
| 12                                            | Mari Saarinen                                 | T                                             | 172                                           | 63                                            | 1981. július 30. (24 évesen)                  | Ilves                                         |
| 15                                            | Satu Hoikkala                                 | T                                             | 165                                           | 63                                            | 1980. január 14. (26 évesen)                  | Kärpät                                        |
| 18                                            | Nora Tallus                                   | T                                             | 158                                           | 67                                            | 1981. február 9. (25 évesen)                  | IHK                                           |
| 21                                            | Eveliina Similä                               | T                                             | 164                                           | 68                                            | 1978. április 10. (27 évesen)                 | Ilves                                         |
| 22                                            | Saara Tuominen                                | T                                             | 169                                           | 64                                            | 1986. január 1. (20 évesen)                   | Ilves                                         |
| 25                                            | Mari Pehkonen                                 | T                                             | 170                                           | 63                                            | 1985. február 6. (21 évesen)                  | University of Minnesota Duluth                |
| 27                                            | Marja-Helena Pälvilä                          | T                                             | 176                                           | 70                                            | 1970. március 4. (35 évesen)                  | Kärpät                                        |
| 29                                            | Karoliina Rantamäki                           | T                                             | 163                                           | 68                                            | 1978. február 23. (27 évesen)                 | Espoo Blues                                   |
| Vezetőedző: Arto Sieppi                       | Vezetőedző: Arto Sieppi                       | Vezetőedző: Arto Sieppi                       | Vezetőedző: Arto Sieppi                       | Vezetőedző: Arto Sieppi                       | 1965. augusztus 18. (40 évesen)               | 1965. augusztus 18. (40 évesen)               |

### Németország
| Német nemzeti női jégkorongcsapat-játékoskeret | Német nemzeti női jégkorongcsapat-játékoskeret | Német nemzeti női jégkorongcsapat-játékoskeret | Német nemzeti női jégkorongcsapat-játékoskeret | Német nemzeti női jégkorongcsapat-játékoskeret | Német nemzeti női jégkorongcsapat-játékoskeret | Német nemzeti női jégkorongcsapat-játékoskeret |
| #                                              | Név                                            | Poszt                                          | Magasság                                       | Súly                                           | Kor                                            | Klub                                           |
| ---------------------------------------------- | ---------------------------------------------- | ---------------------------------------------- | ---------------------------------------------- | ---------------------------------------------- | ---------------------------------------------- | ---------------------------------------------- |
| 13                                             | Stephanie Wartosch-Kürten                      | K                                              | 173                                            | 68                                             | 1978. november 12. (27 évesen)                 | OSC Berlin                                     |
| 30                                             | Jennifer Harss                                 | K                                              | 173                                            | 65                                             | 1987. július 14. (18 évesen)                   | ECDC Memmingen                                 |
| 2                                              | Jenny Tamas                                    | V                                              | 173                                            | 63                                             | 1990. január 18. (16 évesen)                   | ERV Schweinfurt                                |
| 15                                             | Nina Ritter                                    | V                                              | 168                                            | 60                                             | 1981. január 26. (25 évesen)                   | Hamburger SV                                   |
| 18                                             | Susanne Fellner                                | V                                              | 160                                            | 57                                             | 1985. február 26. (20 évesen)                  | DSC Oberthurgau                                |
| 19                                             | Christina Oswald                               | V                                              | 173                                            | 75                                             | 1973. július 26. (32 évesen)                   | SC Riessersee                                  |
| 23                                             | Sabrina Kruck                                  | V                                              | 168                                            | 61                                             | 1981. november 3. (24 évesen)                  | SC Riessersee                                  |
| 9                                              | Raffaela Wolf                                  | T                                              | 168                                            | 52                                             | 1978. június 20. (27 évesen)                   | ESC Planegg-Würmtal                            |
| 10                                             | Nikola Holmes                                  | T                                              | 178                                            | 72                                             | 1981. február 18. (24 évesen)                  | OSC Berlin                                     |
| 12                                             | Susann Götz                                    | T                                              | 165                                            | 62                                             | 1982. december 14. (23 évesen)                 | OSC Berlin                                     |
| 14                                             | Anja Scheytt                                   | T                                              | 175                                            | 69                                             | 1980. december 5. (25 évesen)                  | OSC Berlin                                     |
| 16                                             | Denise Soesilo                                 | T                                              | 168                                            | 50                                             | 1987. május 10. (18 évesen)                    | Hamburger SV                                   |
| 17                                             | Sara Seiler                                    | T                                              | 170                                            | 61                                             | 1983. január 25. (23 évesen)                   | DSC Oberthurgau                                |
| 21                                             | Michaela Lanzl                                 | T                                              | 160                                            | 55                                             | 1983. február 21. (22 évesen)                  | University of Minnesota Duluth                 |
| 24                                             | Stephanie Frühwirt                             | T                                              | 165                                            | 64                                             | 1980. július 22. (25 évesen)                   | TV Kornwestheim                                |
| 25                                             | Franziska Busch                                | T                                              | 163                                            | 59                                             | 1985. október 20. (20 évesen)                  | WSV Braunlage                                  |
| 28                                             | Andrea Lanzl                                   | T                                              | 160                                            | 60                                             | 1987. október 8. (18 évesen)                   | EC Bergkamen, Bergkamen                        |
| 29                                             | Claudia Grundmann                              | T                                              | 178                                            | 69                                             | 1976. április 22. (29 évesen)                  | OSC Berlin                                     |
| 66                                             | Bettina Evers                                  | T                                              | 168                                            | 66                                             | 1981. augusztus 17. (24 évesen)                | Grefrather EC                                  |
| 81                                             | Maritta Becker                                 | T                                              | 168                                            | 61                                             | 1981. március 11. (24 évesen)                  | DSC Oberthurgau                                |
| Vezetőedző: Aurelia Vonderstrass               | Vezetőedző: Aurelia Vonderstrass               | Vezetőedző: Aurelia Vonderstrass               | Vezetőedző: Aurelia Vonderstrass               | Vezetőedző: Aurelia Vonderstrass               | 1968. március 18. (37 évesen)                  | 1968. március 18. (37 évesen)                  |

### Svájc
| Svájci nemzeti női jégkorongcsapat-játékoskeret | Svájci nemzeti női jégkorongcsapat-játékoskeret | Svájci nemzeti női jégkorongcsapat-játékoskeret | Svájci nemzeti női jégkorongcsapat-játékoskeret | Svájci nemzeti női jégkorongcsapat-játékoskeret | Svájci nemzeti női jégkorongcsapat-játékoskeret | Svájci nemzeti női jégkorongcsapat-játékoskeret |
| #                                               | Név                                             | Poszt                                           | Magasság                                        | Súly                                            | Kor                                             | Klub                                            |
| ----------------------------------------------- | ----------------------------------------------- | ----------------------------------------------- | ----------------------------------------------- | ----------------------------------------------- | ----------------------------------------------- | ----------------------------------------------- |
| 25                                              | Patricia Elsmore-Sautter                        | K                                               | 166                                             | 67                                              | 1979. február 28. (26 évesen)                   | Roseau                                          |
| 6                                               | Julia Marty                                     | V                                               | 170                                             | 72                                              | 1988. április 16. (17 évesen)                   | EV Zug                                          |
| 9                                               | Ruth Künzle                                     | V                                               | 166                                             | 65                                              | 1972. március 29. (33 évesen)                   | HC Lugano                                       |
| 10                                              | Nicole Bullo                                    | V                                               | 160                                             | 54                                              | 1987. május 18. (18 évesen)                     | HC Lugano                                       |
| 11                                              | Angela Frautschi                                | V                                               | 168                                             | 67                                              | 1987. június 5. (18 évesen)                     | DHC Langenthal                                  |
| 15                                              | Ramona Fuhrer                                   | V                                               | 163                                             | 68                                              | 1979. április 13. (26 évesen)                   | DHC Lyss                                        |
| 23                                              | Monika Leuenberger                              | V                                               | 180                                             | 82                                              | 1973. április 11. (32 évesen)                   | EV Zug                                          |
| 55                                              | Prisca Mosimann                                 | V                                               | 184                                             | 75                                              | 1975. március 19. (30 évesen)                   | DHC Langenthal                                  |
| 4                                               | Daniela Diaz                                    | T                                               | 170                                             | 66                                              | 1982. június 16. (23 évesen)                    | EV Zug                                          |
| 17                                              | Tina Schumacher                                 | T                                               | 160                                             | 60                                              | 1978. március 20. (27 évesen)                   | DHC Lyss                                        |
| 20                                              | Kathrin Lehmann                                 | T                                               | 172                                             | 68                                              | 1980. február 27. (25 évesen)                   | Lady Kodiaks Kornwestheim                       |
| 21                                              | Sandra Cattaneo                                 | T                                               | 166                                             | 64                                              | 1975. január 25. (31 évesen)                    | EHC Illnau-Effretikon                           |
| 22                                              | Silvia Bruggmann                                | T                                               | 168                                             | 54                                              | 1978. február 20. (27 évesen)                   | EV Zug                                          |
| 24                                              | Sandrine Ray                                    | T                                               | 163                                             | 60                                              | 1983. május 11. (22 évesen)                     | HC Lugano                                       |
| 27                                              | Laura Ruhnke                                    | T                                               | 172                                             | 74                                              | 1983. december 25. (22 évesen)                  | HC Lugano                                       |
| 41                                              | Florence Schelling                              | K                                               | 174                                             | 73                                              | 1989. március 9. (16 évesen)                    | GCK Lions                                       |
| 49                                              | Rachel Rochat                                   | T                                               | 180                                             | 68                                              | 1972. szeptember 10. (33 évesen)                | Needham                                         |
| 66                                              | Christine Meier                                 | T                                               | 169                                             | 66                                              | 1986. május 24. (19 évesen)                     | EHC Illnau-Effretikon                           |
| 69                                              | Stefanie Marty                                  | T                                               | 167                                             | 70                                              | 1988. április 16. (17 évesen)                   | EV Zug                                          |
| 75                                              | Jeanette Marty                                  | T                                               | 173                                             | 74                                              | 1975. augusztus 11. (30 évesen)                 | EV Zug                                          |
| Vezetőedző: Rene Kammerer                       | Vezetőedző: Rene Kammerer                       | Vezetőedző: Rene Kammerer                       | Vezetőedző: Rene Kammerer                       | Vezetőedző: Rene Kammerer                       | 1970. augusztus 14. (35 évesen)                 | 1970. augusztus 14. (35 évesen)                 |